# Larry Bird
Larry Joe Bird (sinh ngày 7 tháng 12 năm 1956) là một cựu cầu thủ bóng rổ chuyên nghiệp, cựu huấn luyện viên, và cựu giám đốc điều hành  người Mỹ, gần đây nhất ông giữ cương vị Chủ tịch của hoạt động bóng rổ cho Indiana Pacers trong Hiệp hội bóng rổ quốc gia (NBA). Có biệt danh "The Hick from French Lick", Bird được coi là một trong những cầu thủ bóng rổ vĩ đại nhất mọi thời đại.
Được tuyển vào đội Boston Celtics trong NBA với lựa chọn thứ sáu trong đội người mới tuyển NBA 1978, Bird bắt đầu từ vị trí small forward và power forward cho Celtics trong 13 mùa. Bird có mặt trong đội NBA All-Star 12 lần và nhận được giải thưởng cầu thủ có giá trị nhất NBA ba lần liên tiếp (1984 - 1986). Anh đã chơi toàn bộ sự nghiệp chuyên nghiệp của mình cho Boston, giành ba chức vô địch NBA và hai giải thưởng MVP NBA Finals. Bird cũng là một thành viên của đội bóng rổ Olympic nam Hoa Kỳ năm 1992 giành huy chương vàng được gọi là "Đội bóng trong mơ". Anh được bầu chọn vào Đội hình kỷ niệm 50 năm của NBA năm 1996, được giới thiệu vào Đại sảnh vinh danh bóng rổ tưởng niệm Naismith năm 1998, và được giới thiệu trở lại Hội trường danh vọng năm 2010 với tư cách là thành viên của "Đội bóng trong mơ".
Sau khi nghỉ hưu với tư cách là một cầu thủ, Bird từng là huấn luyện viên trưởng của Indiana Pacers từ 1997 đến 2000. Ông được vinh danh là huấn luyện viên của NBA cho mùa giải 1997-1998 và sau đó dẫn dắt Pacers đến bến trong trận chung kết NBA 2000. Năm 2003, Bird được bầu làm Chủ tịch Hoạt động Bóng rổ cho Pacers, giữ vị trí này cho đến khi nghỉ hưu vào năm 2012. Anh được vinh danh là Giám đốc điều hành của NBA cho mùa giải 2012. Bird trở lại Pacers với tư cách là Chủ tịch của hoạt động bóng rổ vào năm 2013  và vẫn giữ vai trò đó cho đến năm 2017.
Tính đến  năm 2020 Bird là vận động viên NBA duy nhất trong lịch sử từng giữ các danh hiệu Rookie of the Year, Most Valuable Player, NBA Finals MVP, All-Star MVP, Coach of the Year, và Executive of the Year.